# Stadio Parque Palermo
Lo stadio Parque Palermo (in spagnolo: Estadio Parque Palermo) è un impianto sportivo di Montevideo, la capitale dell'Uruguay. Ospita le partite interne ed esterne del Central Español Fútbol Club ed ha una capienza di 6.500 spettatori.
Sorge nel quartiere di Parque Battle, a breve distanza dal celebre stadio del Centenario e a poche decine di metri dallo stadio Parque Luis Méndez Piana del Miramar Misiones. Fu inaugurato il 31 ottobre 1937.